# Kleingebiet Celldömölk
Das Kleingebiet Celldömölk (ungarisch Celldömölki kistérség) war bis Ende 2012 eine ungarische Verwaltungseinheit (LAU 1) innerhalb des Komitats Vas in Westtransdanubien. Im Zuge der Verwaltungsreform gingen zum Jahresanfang 2013 alle 28 Ortschaften komplett in den Kreis Celldömölk (ungarisch Celldömölki járás) über.
Ende 2012 lebten auf einer Fläche von 474,13 km² 24.787 Einwohner. Die Bevölkerungsdichte lag mit 52 Einwohner/km² unter dem Komitatsdurchschnitt.
Der Verwaltungssitz befand sich in der einzigen Stadt Celldömölk (11.156 Ew.). Zweitbevölkerungsreichste Ortschaft war die Großgemeinde (nagyközség) Jánosháza (2.553 Ew.)

## Ortschaften
| Boba          | Borgáta         | Celldömölk   | Csönge          | Duka               |
| Egyházashetye | Jánosháza       | Karakó       | Keléd           | Kemeneskápolna     |
| Kemenesmagasi | Kemenesmihályfa | Kemenespálfa | Kemenessömjén   | Kemenesszentmárton |
| Kenyeri       | Kissomlyó       | Köcsk        | Mersevát        | Mesteri            |
| Nagysimonyi   | Nemeskeresztúr  | Nemeskocs    | Ostffyasszonyfa | Pápoc              |
| Szergény      | Tokorcs         | Vönöck       |                 |                    |